# Paris Musées

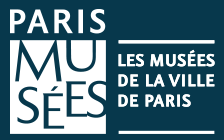
Logo

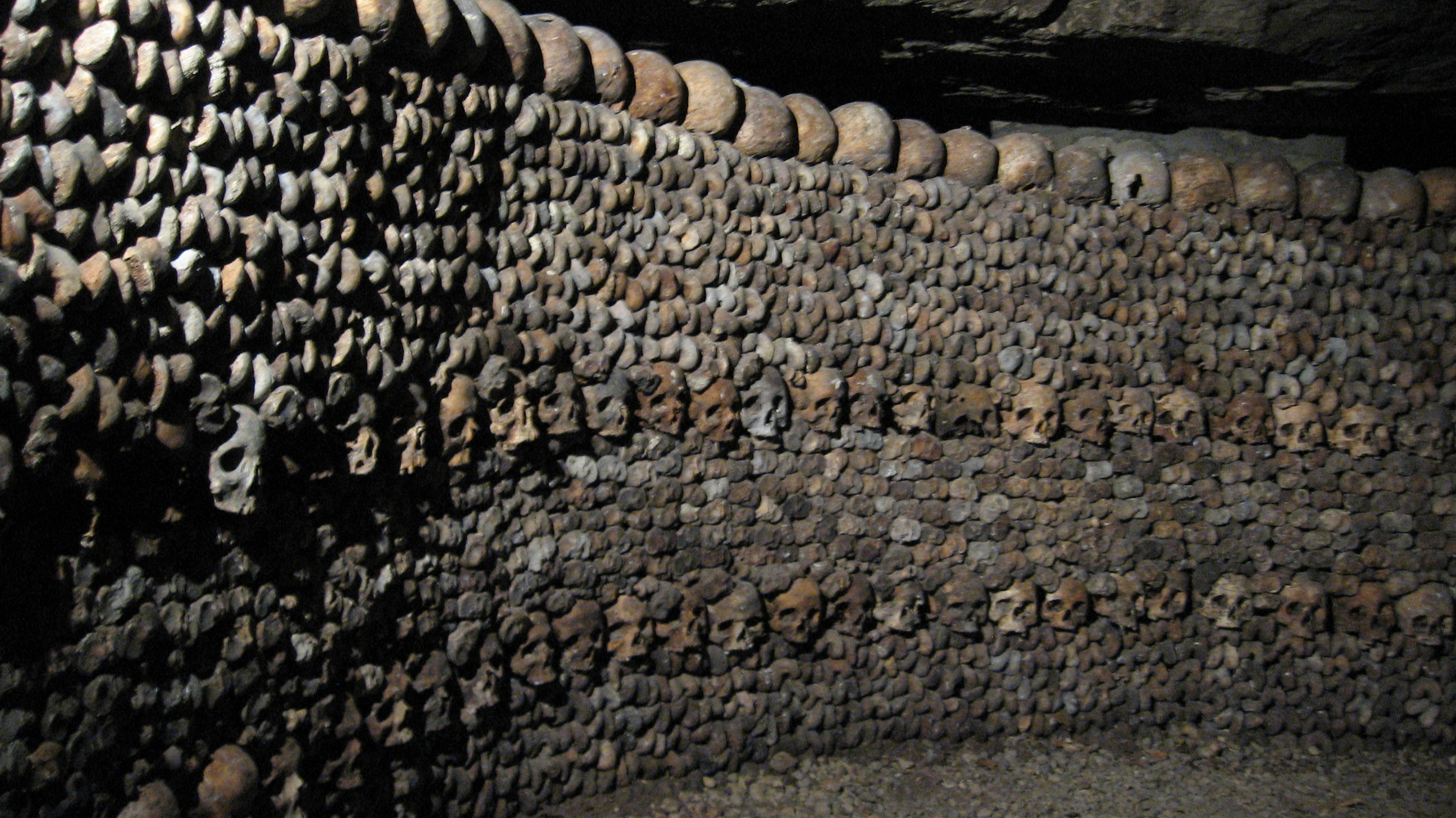

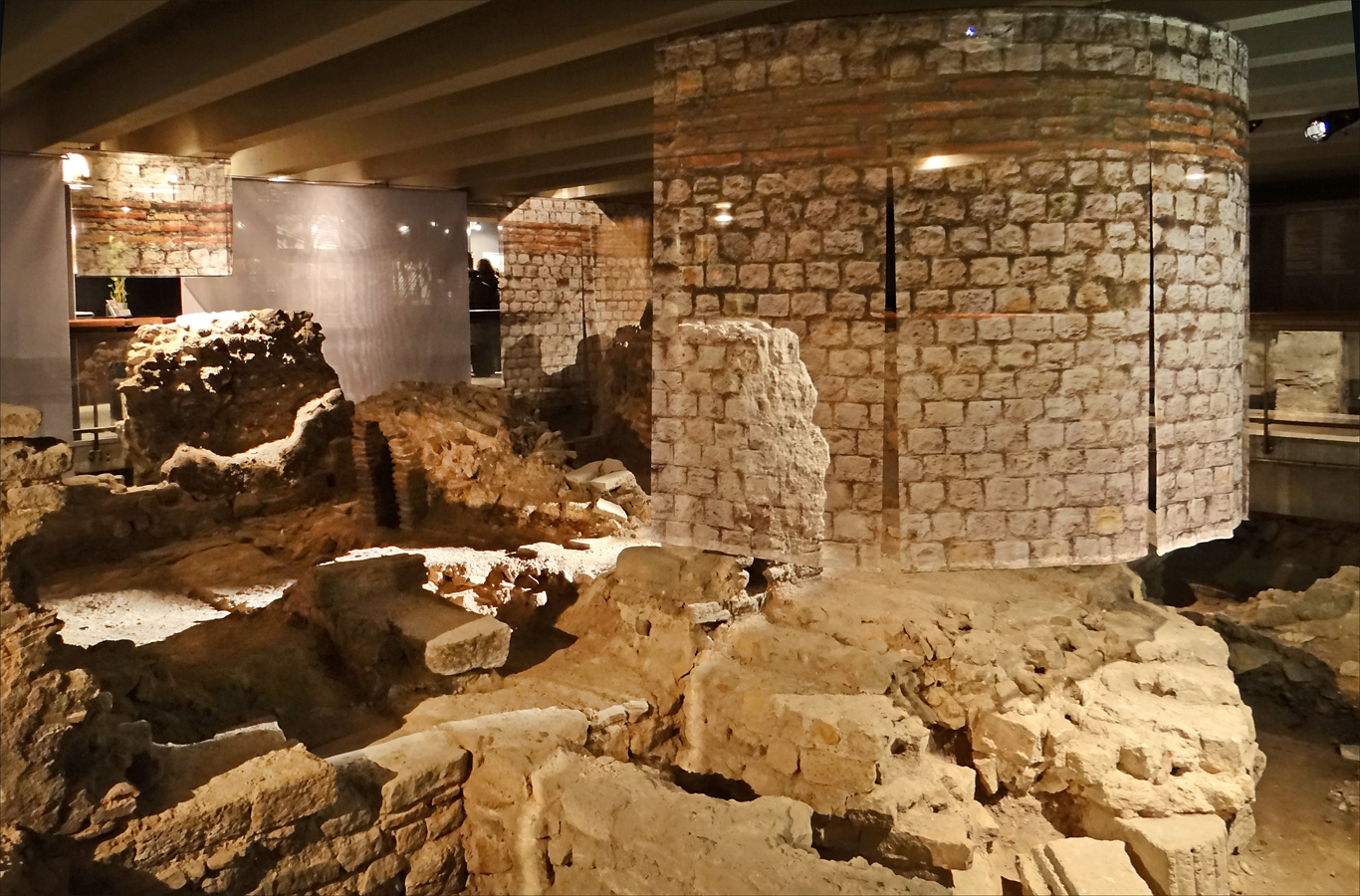

Paris Musées ist seit 2013 eine öffentliche administrative Einrichtung der Stadt Paris, die für die Verwaltung der Gebäude und der Sammlungen von vierzehn der siebzehn Museen der Stadt Paris zuständig ist:
- Katakomben von Paris
- Crypte archéologique de l'île de la Cité
- Maison de Balzac
- Maison de Victor Hugo
- Musée Bourdelle
- Musée Carnavalet
- Musée Cernuschi
- Musée Cognacq-Jay
- Musée de la Libération de Paris – Musée du Général Leclerc – Musée Jean-Moulin
- Musée de la Vie romantique
- Musée d’art moderne de la Ville de Paris
- Musée Zadkine
- Musée Galliera
- Petit Palais

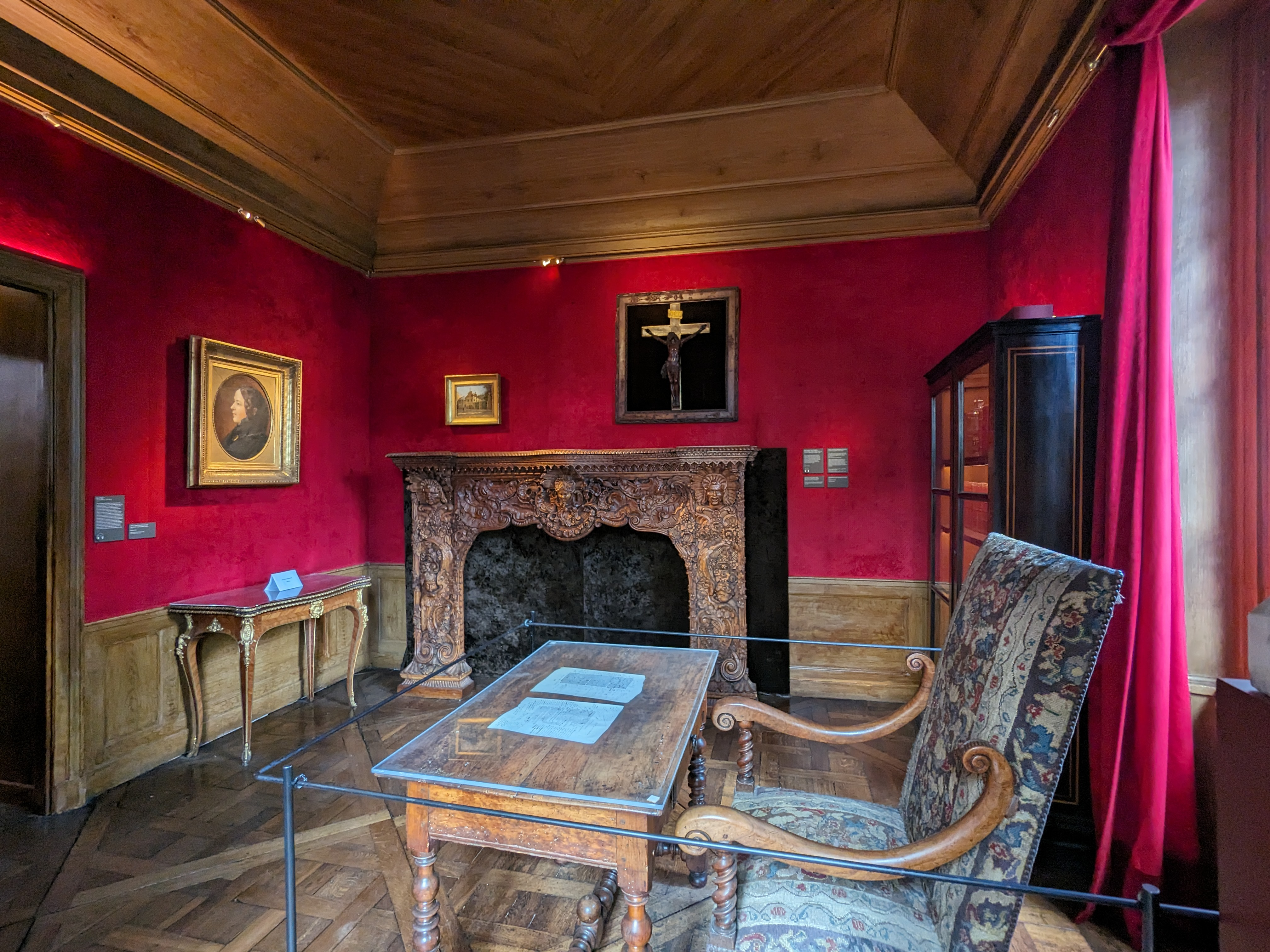

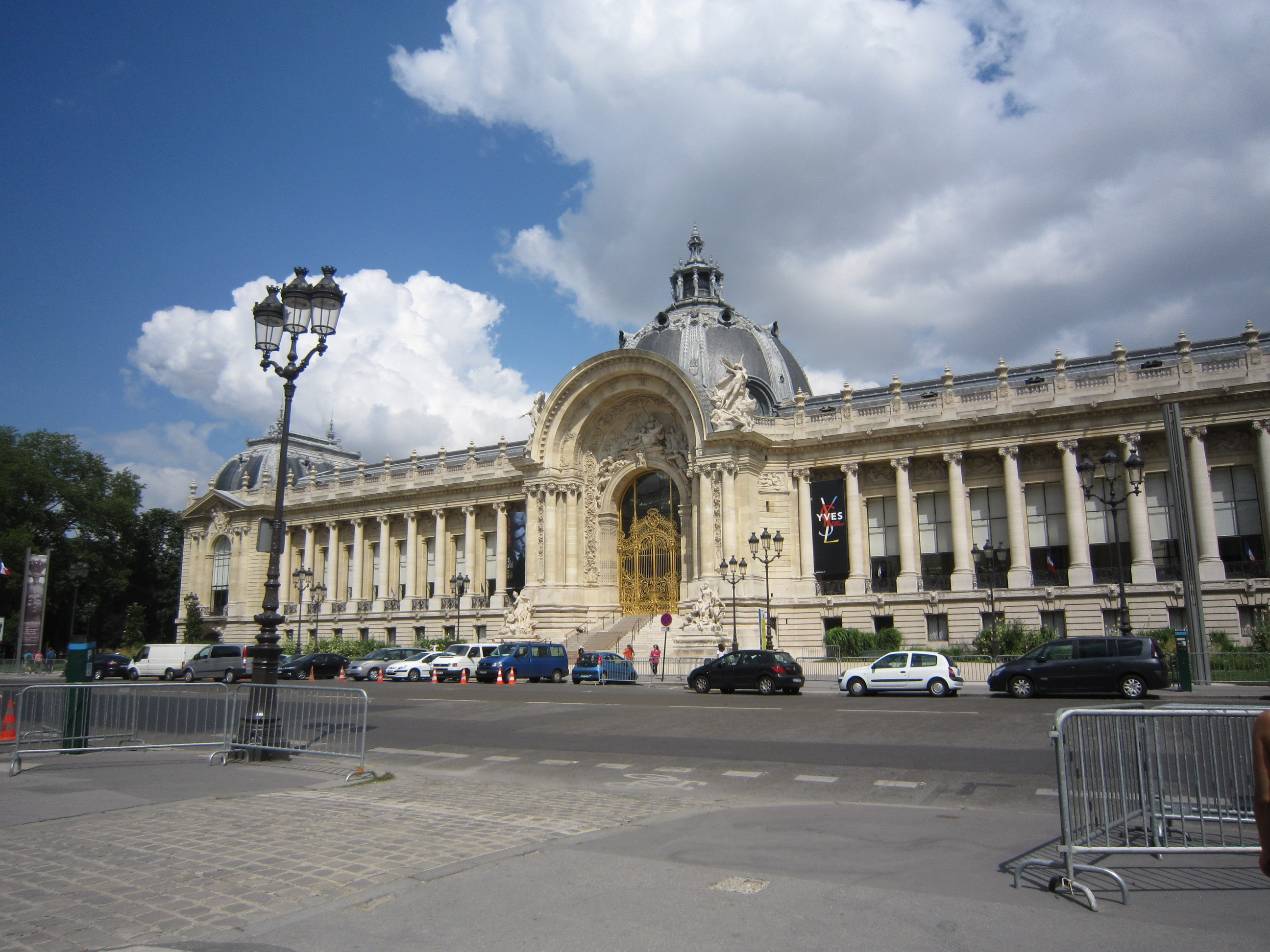

Paris Musées unterhält zentral alle Abteilungen, die für die Verwaltung, die Produktion von Ausstellungen und kulturellen Veranstaltungen, die Verwaltung der Sammlungen und das Verlagswesen zuständig sind. Paris Musées beschäftigt rund 1.000 Mitarbeiter in sechs Direktionen. Die Hauptaufgabe der öffentlichen Einrichtung Paris Musées besteht darin,
- die ihr angeschlossenen Museen zu verwalten und den Museen und ihren Direktoren die Durchführung ihrer wissenschaftlichen und kulturellen Projekte zu ermöglichen
- die Bereicherung, Erhaltung und Förderung der städtischen Sammlungen durch die Online-Verfügbarkeit der Werke nach einer groß angelegten Digitalisierungskampagne
- die Entwicklung der Forschung und Planung von Veranstaltungen und neuen Präsentationen, um die städtischen Sammlungen bekannter zu machen
- die Planung von Ausstellungen und die Erstellung von Publikationen auf hohem Niveau, die zum kulturellen Reichtum der Hauptstadt und ihrem nationalen und internationalen Ruf beitragen
- die Entwicklung und Erweiterung des Publikums durch eine verstärkte Bildungspolitik und eine besondere Aufmerksamkeit für den Besucherkomfort und die Kulturvermittlung

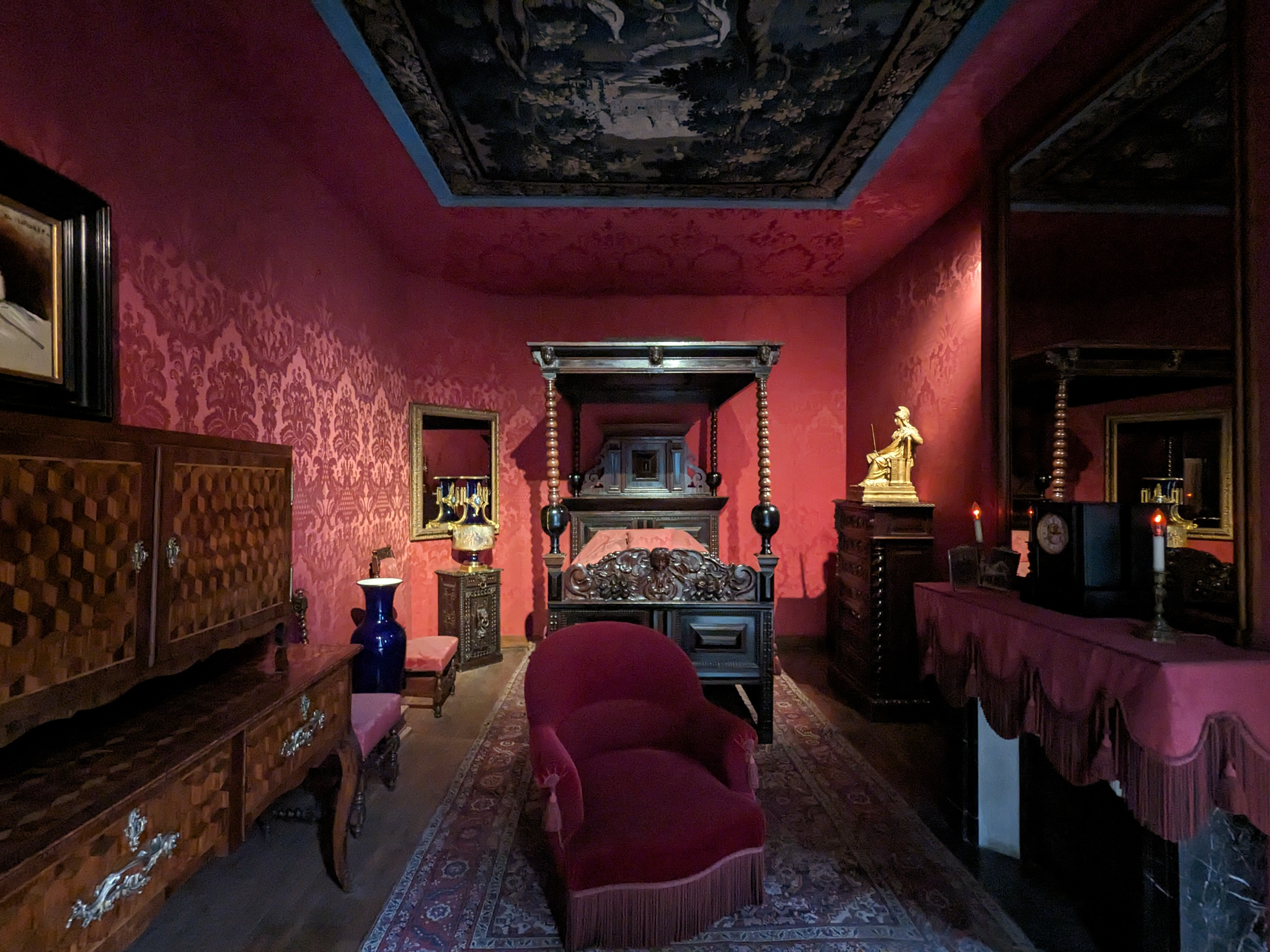

Im Jahr 2018 zählten die Museen der Stadt Paris drei Millionen Besucher: 1.240.000 in den ständigen Sammlungen, 1.123.000 in den 19 Sonderausstellungen und 637.000 Personen in den Kulturerbestätten.
Ende 2018 umfasste der Gesamtbestand der vierzehn Museen 1.002.636 Werke, von denen mehr als 610.000 im Musée Carnavalet aufbewahrt werden.